# Карст (плато)
Карст (на словенски: Kras; на италиански: Carso) е варовиково плато в крайната северозападна част на Динарските планини, разположено в Словения и частично (западния му край) на територията на Италия. Простира се на протежение около 60 km от северозапад на югоизток между долината на река Випава (ляв приток на Изонцо) на север и североизток и Триесткия залив на югозапад. На югоизток, в района на град Пивка се свързва с планината Снежник. Максимална височина връх Търстел (643 m), издигащ се в западната му част, на територията на Словения. Повсеместно са развити карстови форми на релефа (кари, ували, воронки, карови полета, понори, пещери и др.). Повърхностен отток почти липсва с изключение на река Випава, която води началото си от него. Покрито е с оскъдна тревиста растителност. В понижените райони върху плодородни почви се развива лозарство. В източната му част се намира световно известната пещера Постойна. По северното му подножие са разположени градовете Айдовшчина и Постойна, а по югозападното – словенския град Сежана и италианския Триест. В град Постойна се намира института зо изучаване на пещерите.